# Torsten Scheutz
Torsten Vilhelm Scheutz, född 25 november 1909 i Linköpings församling, död 11 mars 2004 i Tranås i Säby församling i Jönköpings län, var en svensk journalist, författare, segelflygare och trafikflygare med silvervingar.

## Flygare
Scheutz tog som tjugoåring 1930 flygcertifikat vid AB Aero Materiels flygskola i Stockholm. Året därpå for han till Tyskland för att studera vid universitetet i Göttingen. Under sommarledigheten flög han i en flygklubb i Mannheim. 1934 avlade han examen för amerikanskt trafikflygarcertifikat på Ryans flygskola i San Diego i Kalifornien. 1935 emigrerade han till USA som kompanjon i en firma som lagade pumpar på oljefälten i Texas. Men han förlorade de pengar han satsat i projektet.
För att försörja sig tog han arbete som flygstyrman vid TACA i Honduras. Här flög han maskindelar, dynamit och livsmedel till gruvor i Centralamerika och överlevde som passagerare en allvarlig flygolycka.
1937 återvände Scheutz till Sverige för att bli kompanjon med flyglegenden Albin Ahrenberg. När andra världskriget bröt ut anmälde han sig som frivillig värnpliktig flygförare. Efter genomgång av Flygvapnets reservflygskola med silvervingar stationerades han på F 2 i Hägernäs norr om Stockholm, där han flög sjöflygplan. 1946 fick han anställning som reporter på Expressen. 1952 tjänstgjorde han för sista gången vid Flygvapnet under en repetitionsövning. Han förnyade inte sitt motorflygcertifikat, men ägnade sig under 1950- och 1960-talen åt segelflygning.

## Författare och journalist
Under en resa till USA köpte han en bok med titeln Trial and Error som beskrev hur man ska skriva böcker. Han startade förlag och skrev sin debutbok 1939. Samma år inledde han novellskrivande för bland annat Allers, Vecko-Revyn och Familjejournalen. Efter anställning på Expressen blev han reporter vid äventyrstidningen Levande Livet, men när han erbjöds jobbet som chefredaktör hoppade han av från tidningen. Han skrev med två undantag under eget namn. Artiklar om brottslighet bakom järnridån skrev han under pseudonymen Peter Damin, agentromanen Jakt i röd dimma i samarbete med Allan Schulman under pseudonumen Peter Markland. Syftet var att inte bli ovän med myndigheterna i öststaterna, utan kunna fortsätta resa dit.
Först i 80-årsåldern avslutade Scheutz sin långvariga journalistkarriär med att vara världskriminalreporter för danska Allers. I samverkan med Allan Schulman gjorde han sin romanfigur Kid som radioteater. Ytterligare en av hans pjäser regisserades av Ingmar Bergman. I hans filmmanus till lågbudgetfilmen Farligt löfte debuterade en tioårig Lena Nyman.
Hans pojkböcker om Kalle Looping finns översatta till danska, norska, finska och tyska.

## Familj
Torsten Scheutz gifte sig 1938 med Maud Elisabeth Linder (1910–1960) och 1973 med gymnastikdirektören Ann-Marie Hamilton Scheutz (1912–2003), dotter till Axel Hamilton.